# Atxkàssovo
Atxkàssovo - Ачкасово (rus) és un possiólok del krai de Krasnodar, a Rússia. Es troba a les terres baixes de Kuban-Azov, a 8 km al sud-est de Tikhoretsk i a 130 km al nord-est de Krasnodar.
Pertany al possiólok de Parkovi.